# Olimpijska Rada Azji

Członkowie Rady

Olimpijska Rada Azji – rada 45 państw leżących tylko na kontynencie azjatyckim. Obecnym prezydentem rady jest szejk Fahad Al-Sabah. Siedziba rady znajduje się w Kuwejcie. Instytucja zajmuje się organizowaniem letnich igrzysk azjatyckich, zimowych igrzysk tego kontynentu oraz halowych igrzysk azjatyckich.

## Członkowie
- Afganistan
- Arabia Saudyjska
- Bahrajn
- Bangladesz
- Bhutan
- Brunei
- ChRL
- Filipiny
- Hongkong
- Indie
- Indonezja
- Irak
- Iran
- Japonia
- Jemen
- Jordania
- Kambodża
- Katar
- Kazachstan
- Kirgistan
- Korea Południowa
- Korea Północna
- Kuwejt
- Laos
- Liban
- Makau[a]
- Malediwy
- Malezja
- Mjanma
- Mongolia
- Nepal
- Oman
- Pakistan
- Palestyna
- Singapur
- Sri Lanka
- Syria
- Tadżykistan
- Tajlandia
- Chińskie Tajpej
- Timor Wschodni
- Turkmenistan
- Uzbekistan
- Wietnam
- Zjednoczone Emiraty Arabskie